# Adrienn Kocsis
Adrienn Kocsis de Carulla (* 14. Mai 1973 in Debrecen) ist eine ungarische Badmintonspielerin, die in ihrer späteren Laufbahn auch für Peru startete. 

## Karriere
Adrienn Kocsis gewann in Ungarn sechs Juniorentitel und drei Titel bei den Erwachsenen. Außerhalb ihrer Heimat war sie bei den Slovak International, den Italian International, den Peru International und den Argentina International. In Peru fand sie später eine neue Heimat und wurde auch dort nationale Meisterin.

## Sportliche Erfolge
| Saison | Veranstaltung                              | Disziplin   | Platz | Name                             |
| ------ | ------------------------------------------ | ----------- | ----- | -------------------------------- |
| 1990   | Ungarn: Einzelmeisterschaften der Junioren | Mixed       | 1     | Gábor Papp / Adrienn Kocsis      |
| 1990   | Ungarn: Einzelmeisterschaften der Junioren | Damendoppel | 1     | Adrienn Kocsis / Rea Abraham     |
| 1990   | Ungarn: Einzelmeisterschaften der Junioren | Dameneinzel | 1     | Adrienn Kocsis                   |
| 1991   | Ungarn: Einzelmeisterschaften der Junioren | Mixed       | 1     | Richárd Bánhidi / Adrienn Kocsis |
| 1991   | Ungarn: Einzelmeisterschaften der Junioren | Dameneinzel | 1     | Adrienn Kocsis                   |
| 1991   | Ungarn: Einzelmeisterschaften der Junioren | Damendoppel | 1     | Adrienn Kocsis / Rea Abraham     |
| 1993   | Slovak International                       | Mixed       | 1     | Richard Banhidi / Adrienn Kocsis |
| 1993   | Slovak International                       | Damendoppel | 1     | Adrienn Kocsis / Andrea Ódor     |
| 1995   | Italian International                      | Damendoppel | 1     | Andrea Dakó / Adrienn Kocsis     |
| 1996   | Peru International                         | Mixed       | 1     | Mario Carulla / Adrienn Kocsis   |
| 1996   | Peru International                         | Dameneinzel | 1     | Adrienn Kocsis                   |
| 1996   | Peru International                         | Damendoppel | 1     | Lorena Blanco / Adrienn Kocsis   |
| 1996   | Ungarn: Einzelmeisterschaften              | Dameneinzel | 1     | Adrien Kocsis                    |
| 1996   | Ungarn: Einzelmeisterschaften              | Damendoppel | 1     | Adrienn Kocsis / Andrea Dakó     |
| 1997   | Argentina International                    | Dameneinzel | 1     | Adrienn Kocsis                   |
| 1997   | Argentina International                    | Mixed       | 1     | Mario Carulla / Adrienn Kocsis   |
| 1997   | Ungarn: Einzelmeisterschaften              | Damendoppel | 1     | Adrienn Kocsis / Csilla Fórián   |
| 1998   | Argentina International                    | Mixed       | 1     | Oscar Brandon / Adrienn Kocsis   |
| 1999   | Peru: Meisterschaft                        | Dameneinzel | 1     | Adrienn Kocsis de Carulla        |

## Referenzen
- Ki kicsoda a magyar sportéletben? Band 2 (I–R). Szekszárd, Babits Kiadó, 1995. ISBN 963-495-011-6

| Personendaten    | Personendaten                 |
| ---------------- | ----------------------------- |
| NAME             | Kocsis, Adrienn               |
| ALTERNATIVNAMEN  | Kocsis de Carulla, Adrienn    |
| KURZBESCHREIBUNG | ungarische Badmintonspielerin |
| GEBURTSDATUM     | 14. Mai 1973                  |
| GEBURTSORT       | Debrecen                      |